# تيام قمر
تيام قمر (29 سبتمبر 1996 -)، ممثل مصري، هو ابن المطرب مصطفى قمر.

## أعماله الفنية

### الأفلام
2023: حريم كريم ٢
- 2016 : فين قلبي
- 2003 : بحبك وأنا كمان
- 2002 : قلب جريء
- 2023 : الصف الأخير

### المسلسلات
- 2016 : ليالي الحلمية (الجزء السادس)
- 2016 : أبو البنات
- 2018 : لدينا أقوال أخرى
- 2019 : أهو ده اللي صار
- 2020 : خيانة عهد
- 2021 : حلم حياتي

## روابط خارجية
- تيام قمر على موقع الدهليز
- تيام قمر على موقع قاعدة بيانات الأفلام العربية